# Тарбагатайка (село)
Тарбагата́йка — село в Заиграевском районе Бурятии. Входит в сельское поселение «Тамахтайское».

## География
Расположено в 2 км к северу от центра сельского поселения — посёлка Челутай (24 км), на левом берегу реки Челутай при впадении речки Тарбагатайки (от бур. тарбагата — «тарбаганья»). В полукилометре от села на правом берегу Челутая находится станция Карьерная на железнодорожной линии Челутай — Тугнуй.

## Население
| 2002 | 2010 |
| ---- | ---- |
| 56   | ↘33  |